# Future Circular Collider

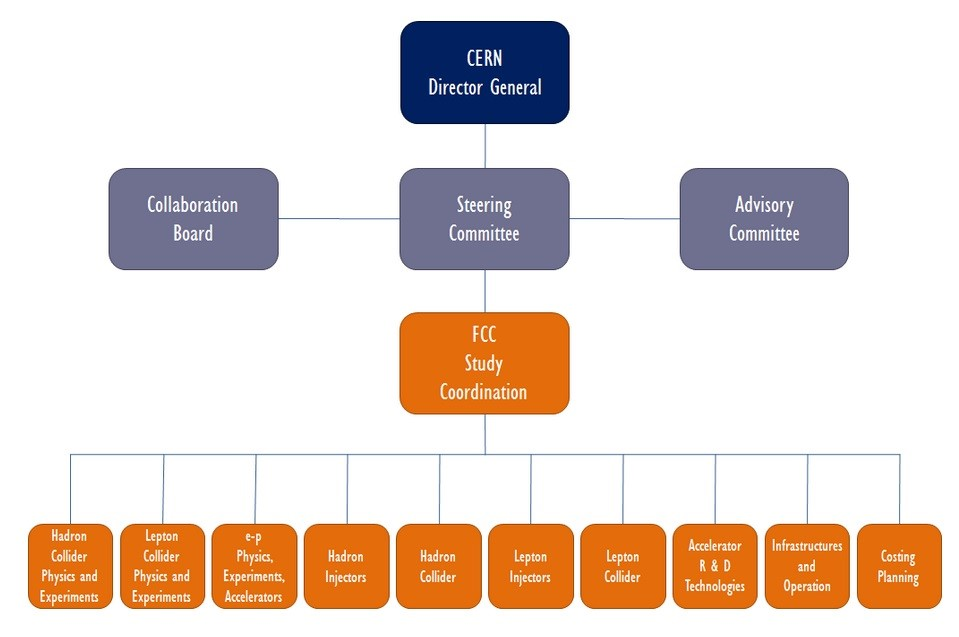
Organizzazione del FCC

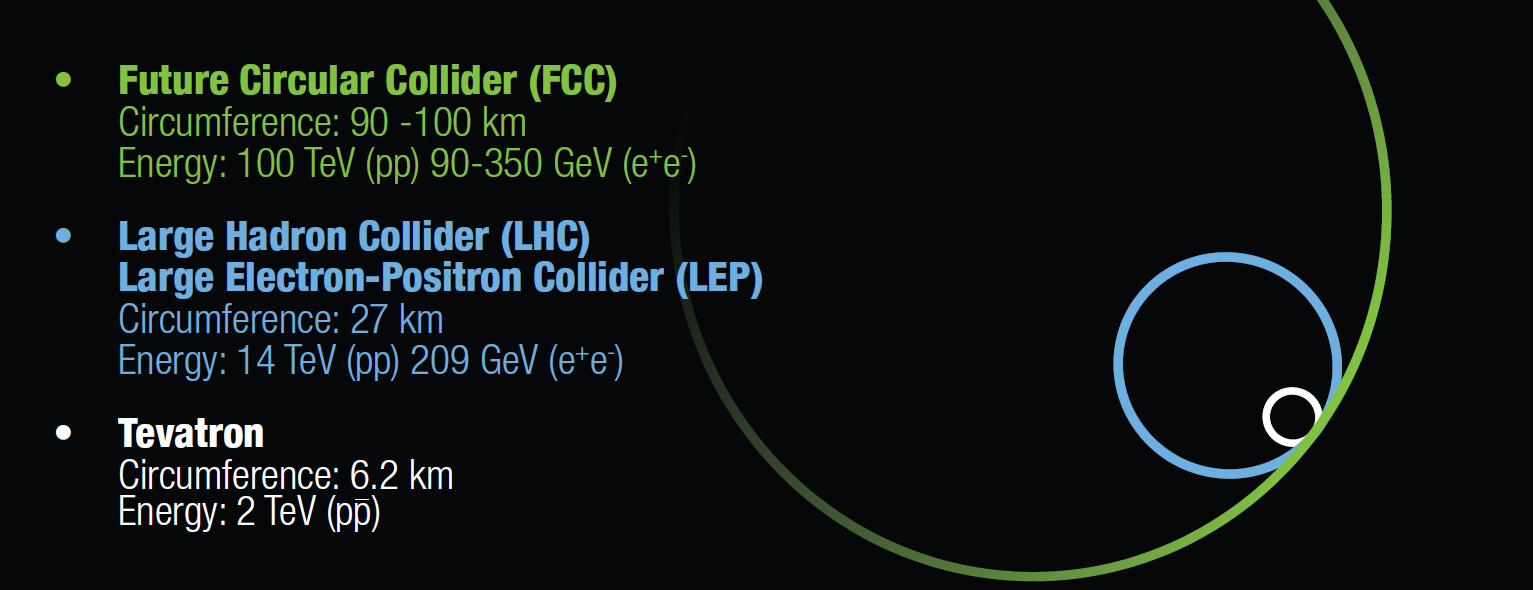
I collider circolari futuri considerati nel progetto FCC, paragonati ai collider precedenti

Il Future Circular Collider (FCC) è il progetto (parte della European Strategy for Particle Physics) destinato a succedere (entro il 2035) al Large Hadron Collider presso il CERN.
Grazie ad LHC la conoscenza del Modello standard è stata sperimentalmente approfondita; in particolare, nel 2012 è stato possibile confermare l'esistenza del celebre bosone di Higgs. FCC consentirà collisioni ad energie maggiori di LHC (e degli altri acceleratori attualmente esistenti). Potenzialmente, i futuri esperimenti arricchiranno ulteriormente il Modello Standard: quest’ultimo, infatti, non è mai stato esplorato per energie superiori agli 8 TeV e costituisce (a detta, ad esempio della direttrice del CERN Fabiola Gianotti) un puzzle che ha molte lacune. Attualmente, il Modello Standard descrive il 5% dell'universo, ovvero quanto è stato possibile osservare direttamente e spiegare attraverso particelle note.
La prevalenza della materia sull’antimateria (la cosiddetta "asimmetria barionica"), l'essenza della materia oscura, la massa quasi nulla del neutrino e l’eventuale esistenza di altre interazioni fondamentali rimangono, ad oggi, inspiegabili. Obiettivo del FCC sarà, inoltre, effettuare misure più precise per quanto riguarda le proprietà del bosone di Higgs.
Il progetto è in discussione dal 2013. Nel 2018 sono stati pubblicati i 4 volumi del CDR (Conceptual Design Report), che chiariscono gli scopi, gli strumenti e la roadmap per poter costruire il nuovo acceleratore. Dovrebbe consistere in un collider da 100 TeV max (LHC invece arriva, al massimo, a 14 TeV), inserito in un tunnel lungo 100 km (LHC è invece lungo 27 km), e prevede tre nuovi acceleratori:
- FCC-hh (protone/protone e ione/ione);

- FCC-ee (elettrone/positrone);

- FCC-he (elettrone/protone).

Le tecnologie chiave saranno:
- Magneti a 16 Tesla;

- Sistema per l'accelerazione (cavità superconduttive a radiofrequenza, potenza di 100 MW) per il trasferimento della potenza dalla rete elettrica ai fasci di particelle cariche;

- Sistema criogenico.